# 大陆集团
大陆集团（德語：Continental AG），因其商标而在中文环境下被称作馬牌輪胎，是一間德国运输行业制造商。主要产品为轮胎、制动系统、车身稳定控制系统、发动机喷射系统、转速表以及其它汽车和运输零件。该公司总部设在德国汉诺威，是世界第四大轮胎制造商，排在普利司通、米其林和固特异之后。其前身是创立于1871年的橡胶制造商，Continental-Caoutchouc und Gutta-Percha Compagnie，在收购了Siemens VDO之后，它已成为全球五大汽车零部件供应商之一。

## 概述
馬牌輪胎共有四大事业群和一家子公司：
- 自动驾驶及安全
- 车联网及信息
- 康迪泰克事业群
- 轮胎事业群
- 纬湃科技

馬牌輪胎在降低油耗方面有较强的优势。实现技术包括高效燃油喷射系统，低滚动阻力轮胎和混合动力系统。
馬牌輪胎利用马牌（Continental）这个品牌在全球销售汽车、摩托车、自行车用轮胎。并在一些地区使用其他品牌例如Barum，General，Euzkadi。馬牌輪胎的客户包括所有主要的汽车、卡车及公共汽车生产商，如福斯、戴姆勒公司、福特、富豪集團、依维柯、施密茨、Koegel、福莱纳卡车、BMW、通用、豐田、本田、雷诺和保时捷。

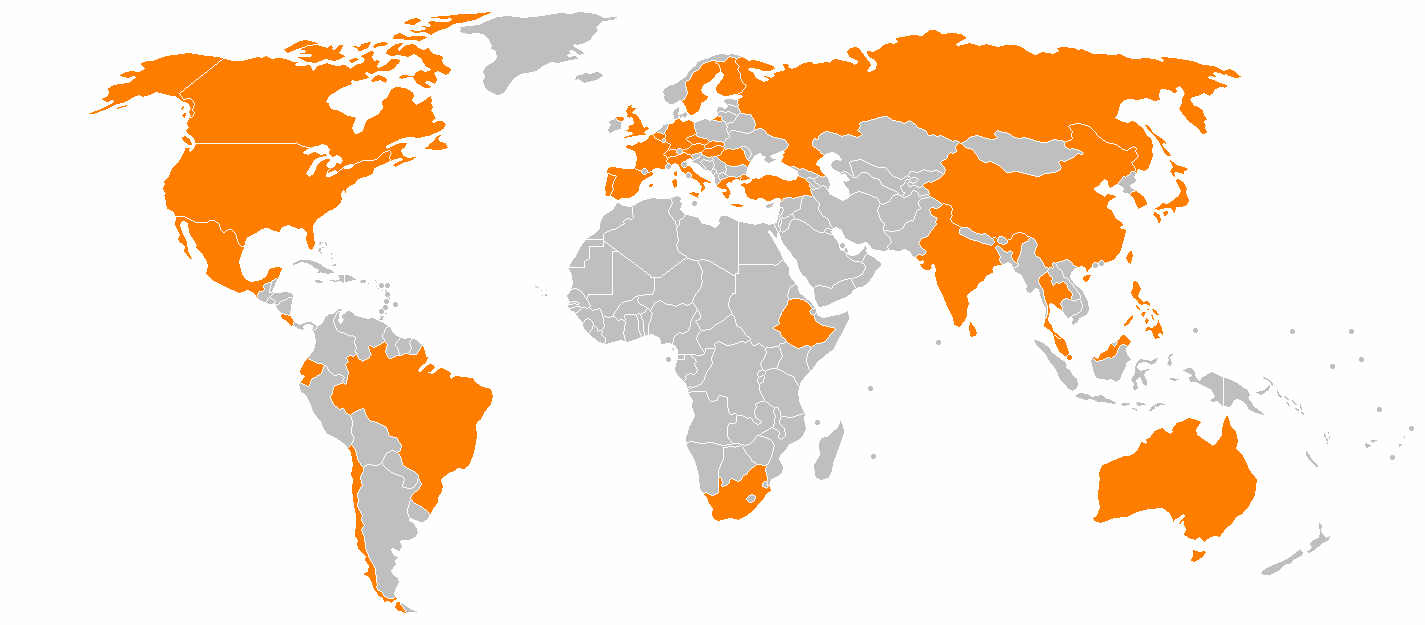
德国大陆集团全球网络。

1998年，馬牌輪胎以19.3亿欧元收购了ITT公司的刹车与底盘部门。
2001年，馬牌輪胎获得了Temic公司的控股权，时为戴姆勒克莱斯勒公司的汽车电子业务，并将其划归为大陆汽车系统（Continental Automotive Systems）的一部分。该公司还于2004年收购了德国汽车橡胶和塑料公司凤凰股份公司（Phoenix AG），并在2006年收购了摩托罗拉的汽车电子部门。大陆公司以114亿欧元收购了西门子公司的Siemens VDO。后又将VDO部分转售与德赛集团。
自1999年以来，大陆公司还在阿根廷与FATE公司联手，在圣费尔南多设厂生产轿车，卡车和客车轮胎并出口到其他南美国家。
该公司最近还开始在哥斯达黎加的建设工厂。

## 收购要约
2008年8月，馬牌輪胎同意了来自家族拥有的汽车零部件制造商舍弗勒集团和银行财团的120亿欧元的收购要约。然而，舍弗勒已承诺将其股本占有率限制在50％以下的范围内，并持续至少四年。馬牌輪胎行政总裁Manfred Wennemer曾试图保持公司的独立性，而监事会主席Hubertus von Grünberg持相反意见。随后Manfred Wennemer宣布辞职，并声明“独断、专横、不负责的卑鄙”行动已经展开。2008年9月1日，卡尔托马斯诺伊曼博士（Dr. Karl-Thomas Newman）接任了Manfred Wennemer的公司首席执行官职务。

## 美洲大陆轮胎有限责任公司
1987年，大陆轮胎（Continental Tire）收购了通用轮胎（General Tire），并组成北美大陆轮胎（Continental Tire of North America (CTNA)）。当时，馬牌輪胎是随着米其林如普利司通等其他轮胎制造商进入的美国市场。
北美轮胎部门的总部设在南卡罗来纳州的兰开斯特县。北美汽车系统部门（CAS）总部位于密歇根州，奥本山，大湖隧道商城（Great Lakes Crossing mall）的正南面。
2006年，北美大陆轮胎（CTNA）关闭了其在肯塔基州梅菲尔德轮胎生产厂，并停止了在北卡罗莱纳州夏洛特的轮胎生产。同年，该公司宣布，自2006年1月1日起大幅削减对全国的退休人员的卫生保健开销。

## 汽车电器能量储存系统
馬牌輪胎曾参与通用汽车的招标，为其提供用于雪佛兰伏特长程电动载具（Chevrolet Volt extended-range electric vehicle (E-REV)）的电池组。它是基于锂离子蓄电池的A123系统的主要承包商。但却没有赢得在通用汽车的竞标，后者使用了Compact Power提供的电池组装配。